# رانیا یوسف
رانیا سید محمد السید یوسف (زادهٔ ۱ دسامبر ۱۹۷۳) بازیگر مصری است. از آثار او می‌توان به «آتش خودی» و «موج گرما» اشاره کرد.
حضور او در اختتامیهٔ جشنوارهٔ فیلم قاهرهٔ ۲۰۱۸ با لباسی که «پاهای او را نمایان می‌کرد» موجب انتقاد و شکایت از او در دادگاه شد. یوسف در نهایت در حساب اینستاگرام خود بابت پوشیدن لباس عذرخواهی کرد.